# Michel Kagan
Michel W. Kagan est un architecte français né le 12 mars 1953 à Paris 17e et mort le 27 décembre 2009 à Paris 13e,. Il a enseigné l'architecture dans de nombreuses écoles.

## Carrière
Après avoir passé son diplôme en 1977 sous la direction d'Henri Ciriani à l'UP7, et commence sa carrière dans la mouvance néo-moderne très marquée par la figure tutélaire de Le Corbusier. En 1980, il est lauréat des premiers Albums de la jeune architecture Arrivé sur le marché au moment où la génération post-moderne (qui conteste l'héritage du mouvement moderne en général et de le Corbusier en particulier) a le vent en poupe, il va enseigner aux États-Unis (Université Columbia et à Syracuse) et au Canada (Faculty of Architecture Landscape and Design at University of Toronto, École de design de l'Université du Québec à Montréal et École d'architecture de l'Université de Montréal).
De retour en France, il signe la Cité technique et administrative de Paris, dans le 13e arrondissement, quai d'Ivry (1991), puis la Régie immobilière de la ville de Paris lui commande un ensemble d'ateliers et de logements au sud du parc André-Citroën, 15e. Puis il continue dans la commande publique et réalise en particulier le siège social de l'OPHLM départemental de l'Orne, à Alençon. En mars 2005, il termine un ensemble de 83 logements et 12 commerces au Port-Saint-Martin à Rennes
En 1985, il publie avec Kenneth Frampton, avec qui il a enseigné à Columbia, à Genève et en France, un livre chez Electra-Le Moniteur : Nouvelles Directions de l'architecture moderne.
Architecte conseil de l'État depuis 1994, en 2006-2007 il devient président du Corps des architectes-conseils de l'État. Siégeant au conseil d'administration de la Fondation Le Corbusier, Michel Kagan prend position contre le projet de ré-aménagement des abords de la Chapelle Notre-Dame-du-Haut de Ronchamp de Renzo Piano à en 2008.

## Publications
- Kenneth Frampton (dir.) et Michel W. Kagan, Nouvelles Directions de l'architecture moderne : France-USA-1985, Milan Paris, Electa Moniteur, 1985, 125 p. (ISBN 2-86653-018-7, OCLC 13308099)Catalogue de l'exposition Nouvelles Directions de l'Architecture Moderne de l'Institut français d'architecture.
- Michel Kagan, « Parti pris : les espaces modernes sont des lieux modernes », dans Michel Kagan, François Leclercq, Conférences Paris d'architectes, Paris, Pavillon de l'Arsenal, coll. « Mini PA », 1996, 68 p. (ISBN 2907513370 et 978-2907513371, présentation en ligne). Retranscription de la conférence donnée au Pavillon de l'Arsenal le 1er avril 1996.

- Nathalie Régnier-Kagan (dir.), La Tour métropolitaine. Une recherche pédagogique de Michel Kagan. Paris, Éditions Recherches, 2012, 288 p.  (ISBN 978-2-86222-081-9) [[ présentation en ligne]]